# بيرجون
بيرجون (بالتركية: BirGün)‏هي صحيفة يسارية تركية يومية مقرها اسطنبول .
1. ↑  "Tiraj / MedyaTava - Yazmadıysa Doğru Değildir". مؤرشف من الأصل في 2016-11-23. اطلع عليه بتاريخ 2024-04-21.